# 野口志行
野口 志行（のぐち しこう、1920年7月13日 - 2015年1月24日）は、大正生まれの漫画家である。愛知県名古屋市出身。本名も野口 志行。

## 人物
1942年（昭和17年）、豊橋中部62連隊に入隊。1945年（昭和20年）、怒4部隊速射砲中隊を経て復員する。
戦後、本籍地の豊橋市に移り、市内の大手町で薬局を開業、そのかたわら東海日日新聞などに時評漫画、政治漫画を描いていた。
漫画同人マンホール、豊橋ボタニカルアートの会代表を務めていた。

## 関連書籍
- 『野口志行漫画人生』、永田修編、豊川堂、2012年 ISBN 9784938403102
- 『語り継ぐ戦争 中国・シベリア・南方・本土「東三河8人の証言」』、広中一成、えにし書房、2014年 ISBN 9784908073014